# Rusa II
Rusa II fue un rey de Urartu que gobernó en el período (678 a. C.-640 a. C.).
Hijo y sucesor de Argishti II, fue el último rey importante de Urartu, consiguiendo recuperar antiguas zonas de influencia, a costa de Asiria, y recuperándose de la grave derrota que sufrió su abuelo Rusa I. Trabajó para mejorar las relaciones con Asiria, enviando una embajada a Nínive ante Asurbanipal. Emprendió grandes trabajos de irrigación y de construcción, sobre todo en la región transcaucásica.
Durante su reinado y el de su predecesor, produjo grave inquietud la creciente agitación de cimerios y escitas, precursora de las futuras invasiones que acabarían con el reino a comienzos del siglo siguiente. Tanto Argishti II como Rusa II dedicaron esfuerzos a contener el avance cimerio.
| Predecesor: Argishti II | rey de Urartu 678-640 a. C. | Sucesor: Sardur III |